# Nilus kolosvaryi
Espèce
Synonymes
- Thalassius kolosvaryi Caporiacco, 1947

Nilus kolosvaryi est une espèce d'araignées aranéomorphes de la famille des Pisauridae.

## Distribution
Cette espèce se rencontre en Afrique de l'Est, en Afrique centrale et en Afrique australe.

## Description
Le mâle holotype mesure 11 mm.

## Publication originale
- Caporiacco, 1947 : Arachnida Africae Orientalis, a dominibus Kittenberger, Kovács et Bornemisza lecta, in Museo Nationali Hungarico servata. Annales historico-naturales musei nationalis hungarici, vol. 40, p. 97-257.